# Aeschynanthus geminatus
Aeschynanthus geminatus är en tvåhjärtbladig växtart som beskrevs av Heinrich Zollinger och Alexandre Moritzi. Aeschynanthus geminatus ingår i släktet Aeschynanthus och familjen Gesneriaceae.

## Underarter
Arten delas in i följande underarter:
- A. g. geminatus
- A. g. venulosus